# Eurytela dryope
Eurytela dryope är en fjärilsart som beskrevs av Pieter Cramer 1779. Eurytela dryope ingår i släktet Eurytela och familjen praktfjärilar. Inga underarter finns listade i Catalogue of Life.

## Bildgalleri

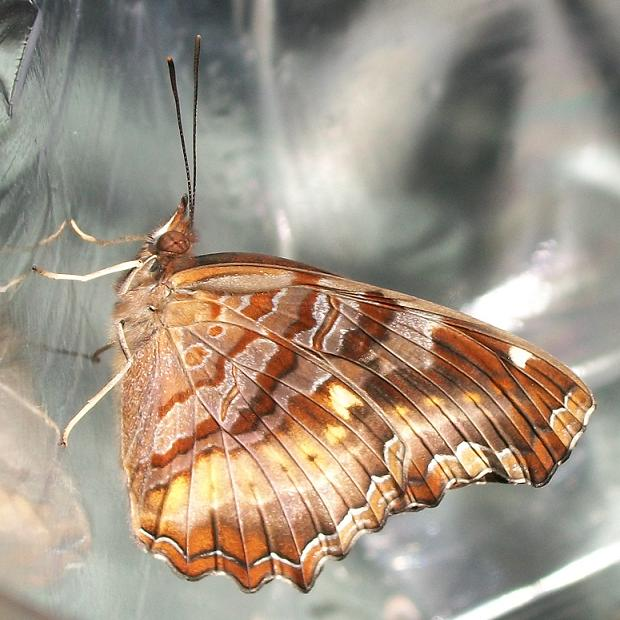
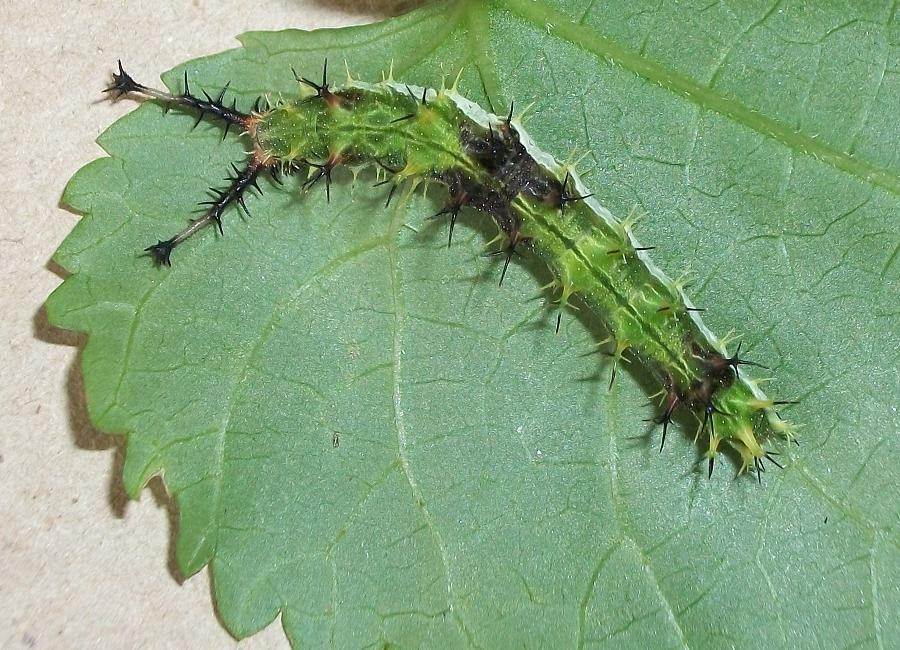
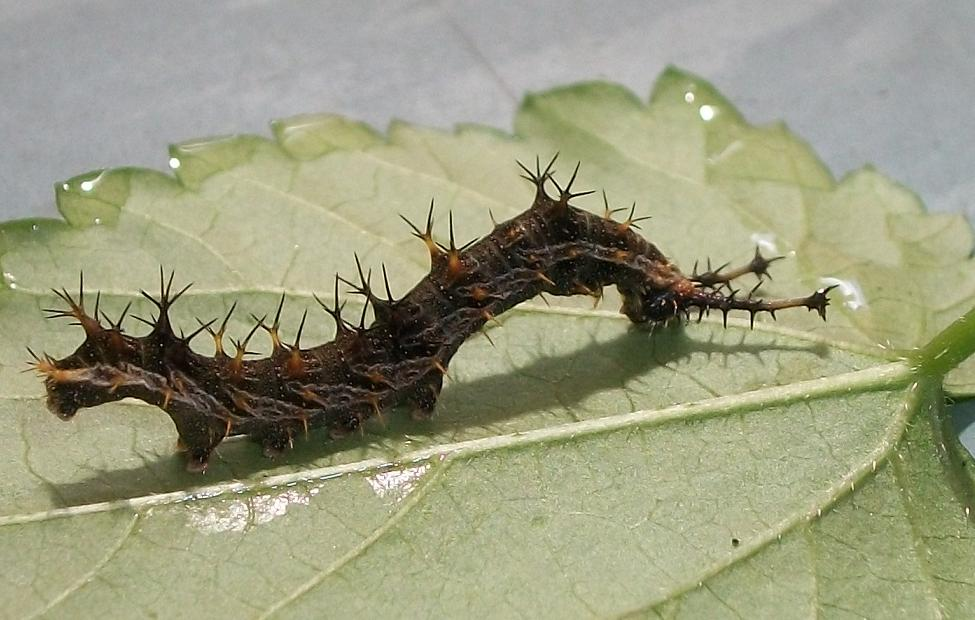
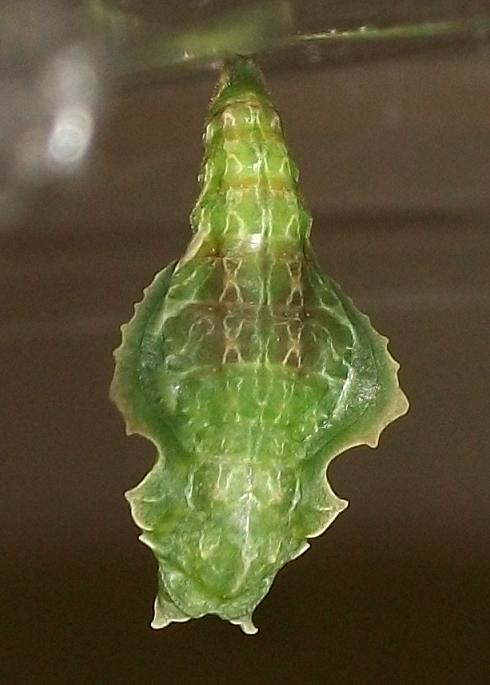